# Curaçaoënaars
Curaçaoënaars zijn inwoners van Curaçao, mensen die afkomstig zijn uit Curaçao of mensen van Curaçaoënaar afkomst. Curaçao is een constituerend eiland binnen het Koninkrijk der Nederlanden en zijn hebben een Nederlandse staatsburgerschap. Bijna de helft van de Curaçaoënaars woont in Nederland.

## Bevolkingssamenstelling
De meeste Curaçaoënaars zijn Afro-Caraïbiërs, de afstammelingen van tot slaaf gemaakten uit Afrika. Er zijn ook minderheden van Europeanen (meestal nakomelingen van Nederlanders) en Joden.

## Populatie in Curaçao
De meeste van de 150.563 (2011) inwoners wonen in het hoofdstad Willemstad en midden van het eiland.

## Diaspora

### Curaçaoënaars in Nederland
In Nederland leven ongeveer 140.000 Curaçaoënaars, waarvan velen arriveerde in de jaren 70 en 80. Velen kwamen naar Nederland voor betere werkgelegenheid en onderwijs. Sommige Curaçaoënaars zijn in Nederland geboren en behoren tot de tweede generatie Nederlands-Curaçaoënaars. In Rotterdam leven ongeveer 24.000 Curaçaoënaars en is de stad met de grootste Curaçaoënaar gemeenschap. Andere Nederlandse steden zoals Den Haag, Amsterdam en Almere hebben ook een grote Curaçaoënaar gemeenschap. Van de Nederlandse provincies heeft Zuid-Holland de grootste Curaçaoënaar gemeenschap met ongeveer 64.000 Curaçaoënaars. Sommige beroemde Nederlandse zoals Izaline Calister, Patrick van Aanholt, Daisy Dee hebben Curaçaoënaar roots.

## Talen
Op Curaçao worden voornamelijk Nederlands en de creoolse taal Papiaments gesproken. Sommige Curaçaoënaars praten ook Engels.

## Religie
- 90% Christendom, waarvan de meerderheid zijn katholiek en kleine minderheid protestant.
- 6% geen religie
- 2% Hindoeïsme[7]